# Bernard Tschumi
Bernard Tschumi (* 25. ledna 1944 v Lausanne) je francouzský architekt a teoretik architektury původem ze Švýcarska.

## Biografie
Jeho otcem je architekt Jean Tschumi (1904-1962). V roce 1969 Tschumi ukončil studia na Švýcarském federálním technologickém institutu v Curychu. V letech 1970-1979 vyučoval na Architectural Association v Londýně a od roku 1976 rovněž na Institute for Architecture and Urban Studies v New Yorku a na Princetonské univerzitě. Tschumi střídavě žije a pracuje v USA a ve Francii.
Vystavěl několik menších experimentálních staveb zvaných Folies, především v USA, Anglii a Nizozemsku. V roce 1983 vyhrál v mezinárodní architektonické soutěži na výstavbu parku La Villette v Paříži. V roce 1986 se umístil na druhém místě v soutěži o stavbu opery v Tokiu. V roce 1985 získal ocenění časopisu Progressive Architecture (New York) za park La Villette, v roce 1996 Grand prix national de l'architecture a 2005 cenu IOC/IAk AWARD.

## Výběr z díla
- 1983: Parc de la Villette v Paříži
- 1997: mediální centrum Le Fresnoy v Tourcoing, Francie
- 1994-1999: École d'architecture de la ville et des territoires à Marne-la-Vallée, Champs-sur-Marne, Francie
- 1996-1999: Lerner Hall Student Center, Columbia University, New York
- 1999-2001: koncertní sál Zénith, Rouen, Francie
- 2002-2007: Muzeum Akropole, Athény
- 2005: manufaktura pro firmu Vacheron Constantin, Ženeva
- 2007: Blue Tower, Lower East Side, New York
- 2012: Museum and interpretation centre in Alésia, France